# Coleutus longipalpis
Coleutus longipalpis is een hooiwagen uit de familie Assamiidae.